# I Hate This Part
I Hate This Part – piosenka pop stworzona przez Lucasa Secona, Wayne’a Hectora, Jonasa Jeberga i Cutfathera na drugi album studyjny The Pussycat Dolls, Doll Domination (2008). Wyprodukowany przez Jeberga oraz Cutfathera, utwór wydany został jako trzeci singel promujący krążek dnia 7 października 2008 w Australii.

## Informacje o singlu
Początkowo drugim singlem promującym krążek zespołu w Australii miał być utwór „Whatcha Think About That”, jednak plany te wycofano kiedy to właśnie piosenka „I Hate This Part” znacznie częściej dodawana była do list odtwarzań w najpopularniejszych australijskich stacjach radiowych. W pierwszym tygodniu od daty premiery kompozycji w Australii, piosenka stała się najczęściej granym utworem w systemie airplay.
Singel ukazał się również w Wielkiej Brytanii, który na Wyspach Brytyjskich uznany został za drugi singel z albumu. Obecnie „I Hate This Part” promowany jest w większości krajów świata zamiast piosenki „Whatcha Think About That”.
Girlsband po raz pierwszy zaprezentował utwór na żywo podczas „Wal-Mart Soundcheck” na oficjalnej stronie internetowej Wal-Martu. Pierwszy występ telewizyjny zanotowano dnia 15 października 2008 w australijskim programie Sunrise. Ponownie piosenka wykonana została dnia 3 listopada w programie The Ellen DeGeneres Show, jednak występ nie został wyemitowany w telewizji, lecz ekskluzywnie znalazł się na oficjalnej stronie internetowej show. Zespół zaprezentował utwór również dnia 23 listopada 2008 podczas gali American Music Awards.

## Wydanie singla
Dnia 12 października 2008 utwór zadebiutował na pozycji #45 najczęściej sprzedawanych singli w Australii bazując jedynie w sprzedaży digital download, a jako najwyższe obrał miejsce #10. Na oficjalnym notowaniu najlepiej sprzedających się singli jedynie w postaci płyt kompaktowych w Australii piosenka znalazła się na pozycji #7.
W Stanach Zjednoczonych singel znajduje się na liście Billboard Pop 100 obierając jak najwyższe miejsce #12. Na notowaniu Billboard Hot 100 kompozycja, jako najwyższe, zajęła miejsce #11.
W Europie kompozycja zajęła miejsca #9 w Irlandii oraz #12 w Wielkiej Brytanii.

## Teledysk
Teledysk do singla nagrywany był dnia 28 września 2008 przez Josepha Kahna. Akcja klipu rozgrywa się na pustyni. Oficjalna premiera teledysku miała miejsce dnia 13 października 2008 na oficjalnej stronie YouTube zespołu. Telewizyjna premiera teledysku odbyła się 15 października 2008 w programie Total Request Live stacji MTV. Dnia 17 października strona internetowa iTunes Store udostępniła klip do ściągnięcia w wersji ekskluzywnej wraz z oficjalnym teledyskiem do singla „Just Dance” nagranego przez Lady GaGę.
Teledysk ukazuje członkinie śpiewające oraz tańczące na pustyni wraz ze swoimi elementami rozpoznawczymi – Melody z kwiatkiem, Ashley z różowym pluszakiem oraz Kimberly stojąca przy zepsutym samochodzie dostawczym. Kolejne ujęcia prezentują wokalistki wspólnie ukazujące show m.in. w strugach deszczu. Nicole na początku i na końcu siedzi przy fortepianie. Cały teledysk utrzymany jest w melancholii.

## Listy utworów i formaty singla
Australijski CD singel
1. I Hate This Part
2. I Hate This Part (Digital Dog Remix – Club Edit)

Promocyjny CD singel

(Wydany: 2008)
1. „I Hate This Part” (Instrumental) – 3:45
2. „I Hate This Part” (Moto Blanco Club Mix) – 7:47
3. „I Hate This Part” (Digital Dog Club Mix) – 5:51
4. „I Hate This Part” (Moto Blanco Dub) – 7:49
5. „I Hate This Part” (Digital Dog Dub) – 6:26
6. „I Hate This Part” (Moto Blanco Edit) – 3:40
7. „I Hate This Part” (Digital Dog Edit) – 3:05
8. „When I Grow Up” (Ralphi Rosario Remix) (Bonus Track) – 9:37

Promocyjne CD remiks
1. „I Hate This Part” (Radio Edit) – 3:39
2. „I Hate This Part” (Dave Aude Club Mix) – 8:21
3. „I Hate This Part” (Digital Dog Club Mix) – 5:50
4. „I Hate This Part” (Dave Aude Radio Edit) – 3:40
5. „I Hate This Part” (Digital Dog Radio Edit) – 3:26
6. „I Hate This Part” (Dave Aude Club Dub) – 7:36

## Pozycje na listach
| Lista przebojów (2008)       | Najwyższa pozycja |
| ---------------------------- | ----------------- |
| Australia ARIA Singles Chart | 10                |
| Austria Singles Chart        | 7                 |
| Belgia Singles Chart         | 11                |
| Dania Singles Top 40 Chart   | 15                |
| Holandia Top 40 Chart        | 27                |
| Irlandia Singles Chart       | 9                 |
| Kanada Billboard Hot 100     | 5                 |
| Niemcy Singles Chart         | 12                |

| Lista przebojów (2008)            | Najwyższa pozycja |
| --------------------------------- | ----------------- |
| Nowa Zelandia RIANZ Singles Chart | 9                 |
| Norwegia Singles Top 20 Chart     | 16                |
| Szwajcaria Singles Chart          | 16                |
| UK Singles Chart                  | 12                |
| USA Billboard Hot 100             | 11                |
| USA Billboard Pop 100             | 12                |
| USA Billboard Hot Dance Club Play | 1                 |
| United World Chart                | 11                |

## Daty wydania
| Region            | Data                 | Format                      |
| ----------------- | -------------------- | --------------------------- |
| Australia         | 7 października 2008  | Digital download            |
| Australia         | 1 listopada 2008     | CD singel                   |
| Nowa Zelandia     | 7 października 2008  | Digital download            |
| Stany Zjednoczone | 21 października 2008 | Radio                       |
| Włochy            | 31 października 2008 | Digital download            |
| Niemcy            | 14 listopada 2008    | CD singel                   |
| Wielka Brytania   | 24 listopada 2008    | CD singel, digital download |
| Irlandia          | 28 listopada 2008    | CD singel                   |

## Certyfikaty
| Kraj              | Certifikat | Sprzedaż   |
| ----------------- | ---------- | ---------- |
| Stany Zjednoczone | Platyna    | 1.500.000+ |
| Australia         | Złoto      | 35.000+    |
| Nowa Zelandia     | Złoto      | 7.500+     |
| Belgia            | Złoto      | 15.000+    |